# Кочегар

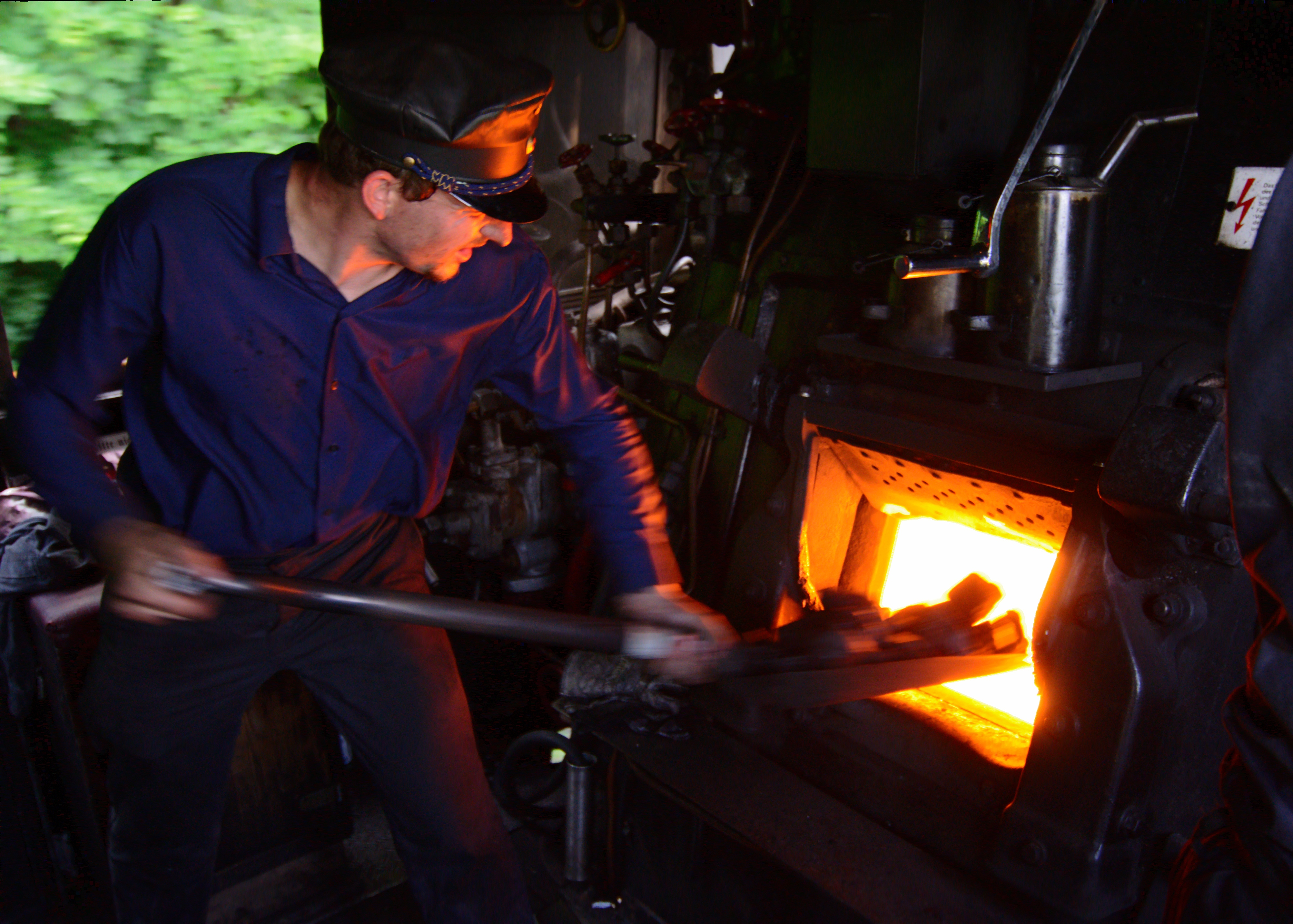
Паровозный кочегар, ФРГ

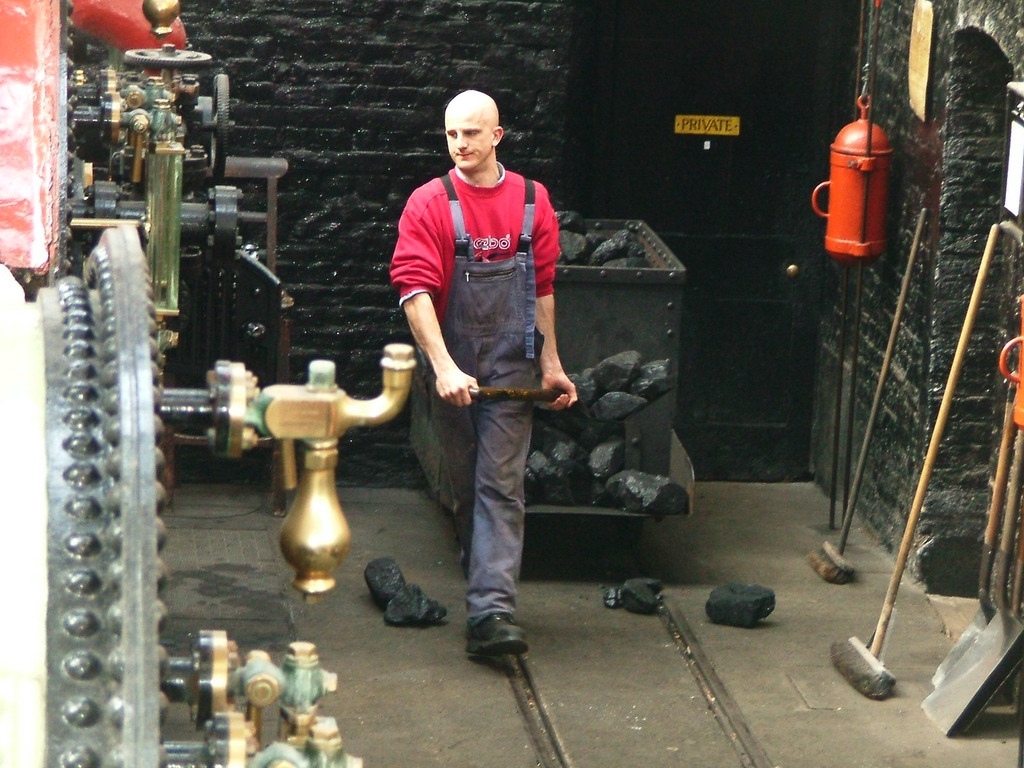
Английский кочегар

Кочега́р — истопник на пароходах или при заводских печах, рабочий, осуществляющий подачу твёрдого топлива в топку печи, котла (чаще всего — корабля, паровоза, судна или котельной).
Ранее на русском, позднее и советском флоте, в зависимости от вида и типа корабля, кочегары вместе с машинистами во время плавания образовывали особую машинную команду или составляли кочегарную команду. На больших судах (кораблях) число кочегаров доходило до 150 — 200 человек личного состава, что составляло нередко ¼ всей судовой (корабельной) команды. Для подготовки кочегаров как корабельных нижних чинов в России существовали Школы морского ведомства. От опытности (мастерства) кочегара зависит не только сохранность паровой (котельной) установки и экономичный расход топлива, но и достижение надлежащего хода корабля (судна). Операторов тепловых агрегатов, работающих на газе или жидком топливе, часто по традиции называют кочегарами, что неправильно.

## Обязанности
В обязанности кочегара входит подбрасывание угля в топки, питание, продувание и вообще весь уход за паровыми котлами как на кораблях и судах, так и в береговых установках, а также чистка топки и поддувала. Часто на кочегара возлагается также функция управления режимами работы теплового аппарата.
Профессия кочегара была широко распространена на флоте (в некоторых военных флотах кочегарами служили по вольному найму) и железной дороге до середины XX века (в эпоху паровой тяги), а также в котельных на твёрдом топливе. В связи с массовым переводом котельных на газ и жидкое топливо число работающих кочегаров сокращается.
Профессия кочегара считается вредной и в соответствии с пенсионным законодательством России отнесена к первому списку (мужчины уходят на пенсию в 50 лет, женщины — в 45)[уточнить]. Профессиональными вредностями являются: повышенная температура в помещении, токсичные газы, недостаток кислорода, сажа, угольная и зольная пыль, тяжёлый физический труд. Работать кочегаром допускаются лица не моложе 18 лет, прошедшие медицинский осмотр и обучение по утверждённой программе и имеющие соответствующие удостоверения квалификационной комиссии о сдаче экзамена по этой программе, прошедшие стажировку на рабочем месте и инструктаж по охране труда.
В Западной Европе и США по состоянию на начало 2010-х годов труд кочегара почти не востребован. В Польше, Индии и Китае, наоборот, кочегар — весьма распространённая профессия. В России много работающих кочегаров в восточных и северных регионах, где широко используется угольное отопление.

## Звания
На русском флоте существовали звания:
- ученик кочегара — в период обучения;
- кочегар второй статьи — по выдержании испытания;
- кочегар первой статьи — по истечении не менее года[1].

## Кочегар в культуре

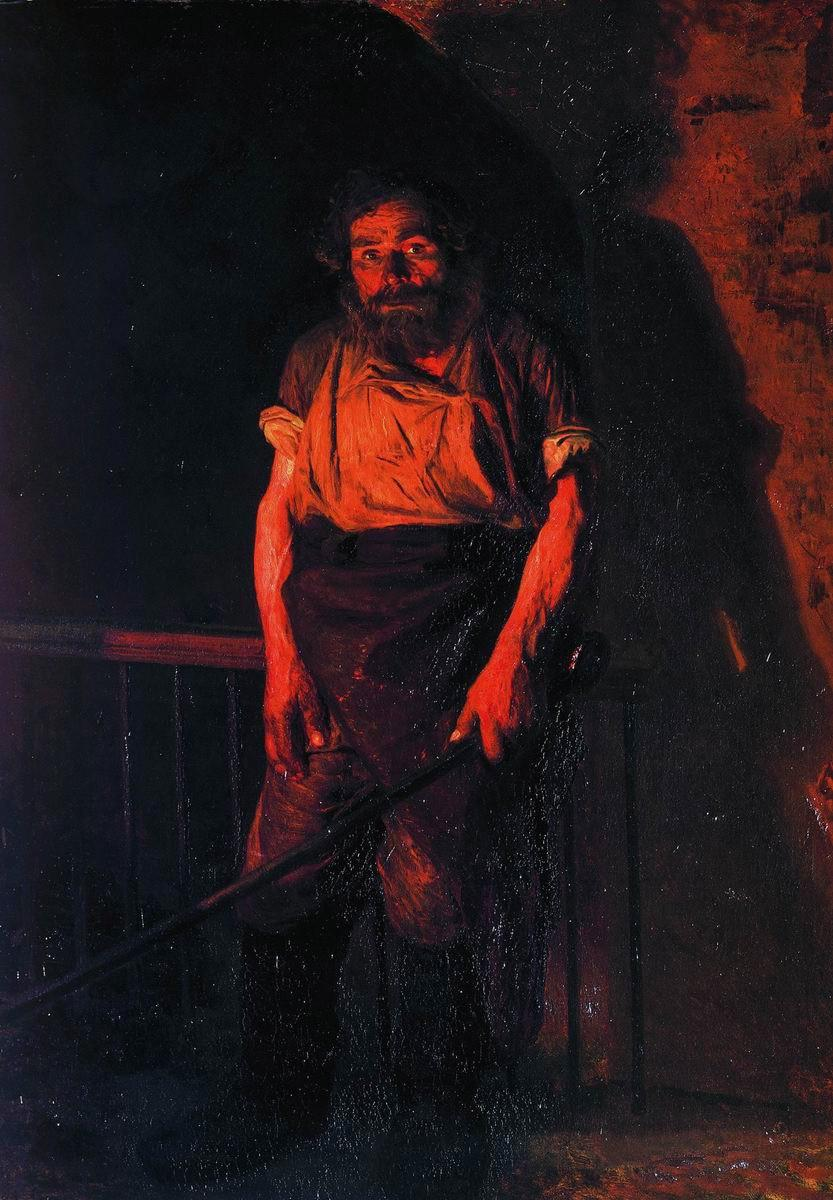
Н. А. Ярошенко «Кочегар», 1878

Тяжёлой профессии кочегара посвящена известная песня «Раскинулось море широко»:

Товарищ, я вахты не в силах стоять,
Сказал кочегар кочегару.
Огни в моих топках совсем не горят,
В котлах не сдержать мне уж пару…
-
Нет ветра сегодня, нет мочи стоять.
Согрелась вода. Душно. Жарко.
Термометр поднялся аж на сорок пять,
Без воздуха вся кочегарка.

- У Михаила Зощенко есть рассказ «Два кочегара» (1925).
- В конце 1920-х годов белорусский поэт Зяма Пивоваров под впечатлением от своей работы в Ленинграде написал стихотворение «Кочегар»[7].
- Раннее стихотворение Вадима Шефнера (1933) называется «Баллада о кочегаре».
- У Виктора Цоя есть шуточная песня «Я хочу быть кочегаром» (1983).
- «Кочегар» — фильм Алексея Балабанова (2010).

### Фразеология
- Чёрный как кочегар.
- Кочегарить — в переносном значении — пьянствовать.
- Бери больше, кидай дальше, отдыхай, пока летит.

## Известные люди, работавшие кочегарами
В СССР профессия кочегара была одной из немногих на которую могли взять людей с судимостью, поставленных «на карандаш» органов, либо уволенных с т. н. «волчьим билетом». Кроме того, работа кочегара в СССР как правило была посменной по схеме «сутки через трое» или «сутки через двое», обеспечивала легальное трудоустройство (и, как следствие, освобождла от угрозы получения лагерного срока за «тунеядство» при отсутствии официального трудоустройства более четырёх месяцев) и несколько суток свободного времени между сменами для занятия собственными делами.
- В. Н. Билль-Белоцерковский
- Г. Д. Шкурупий
- Виктор Цой
- Эдуард Старков
- Вилли Токарев
- Марк Солонин
- Сергей Фирсов